# 六島村
六島村（ろくとうそん）は、かつて山口県の北部に存在した村。阿武郡に属していた。1955年（昭和30年）3月1日に萩市に編入された。

## 地理
文字どおり、萩市沖の6つの離島（六島諸島）から成り、これらの島々は現在でも「萩・六島村」と総称される。
この六島に含むのは、
- 大島（おおしま）
- 相島（あいしま）
- 櫃島（ひつしま）
- 羽島（はじま）
- 肥島（ひしま）
- 尾島（おしま）

の6つである。このうち大島、相島、櫃島は2021年現在も有人島である。役場は大島に置かれていた。
これら六島は、いずれも単成火山群である阿武火山群の一部である。
なお、六島諸島の北にある見島（みしま）は六島諸島、及び六島村には含まれず、単独で見島村を構成していたが、六島村と同時に萩市に編入合併している。

## 歴史
- 1889年（明治22年）4月1日 - 町村制の施行により、大島・櫃島・羽島・肥島・尾島・相島の区域をもって発足。
- 1955年（昭和30年）3月1日 - 萩市に編入。同日六島村廃止。